# Alfa
Alfa (Α ou α; em grego:  άλφα, transl.: álpha) é a primeira letra do alfabeto grego e tem um valor numérico de 1. Ela é derivada da letra fenícia Aleph ou Álefe . Letras que surgiram de alfa incluem o A do latim e a letra A do alfabeto cirílico.
Plutarco em Moralia apresenta uma discussão sobre a razão da letra alfa ser a primeira no alfabeto. O locutor de Plutarco sugere que Cadmo, o fenício que supostamente morou na cidade grega de Tebas e introduziu o alfabeto na Grécia, "colocou alfa primeiro porque esse é o nome fenício para touro, que eles, como Hesíodo, consideravam não como a segunda ou terceira, mas a primeira das necessidades." É uma referência a uma passagem em Os Trabalhos e os Dias, de Hesíodo, que aconselhava os primeiros fazendeiros gregos a "Primeiro consiga um touro, depois uma mulher." Uma explicação mais simples é que ela era a primeira letra no alfabeto fenício.
De acordo com a ordem natural de Plutarco de atribuição de vogais aos planetas, alfa estava ligada à Lua. Pois também eram associados à Lua no simbolismo religioso primitivo tanto de sumérios quanto de egípcios devido ao formato crescente de seus chifres.
A letra alfa maiúscula geralmente não é utilizada como símbolo porque costuma ser escrita de forma idêntica à letra A latina.
Em Física, a letra α minúscula é usada como símbolo para, entre outras, a aceleração angular, o coeficiente linear de dilatação térmica e proporcionalidade.
Alfa é normalmente usada como adjetivo para indicar a primeiro ou a ocorrência mais significativa, como o macho alfa, a estrela alfa de uma constelação, ou a versão alfa de um programa. Segundo os cristãos, Jesus disse ser "o Alfa e o Ómega, o primeiro e o último, o princípio e o fim." (Apocalipse 22:13, ver também 1:8).

## Classificação
- Alfabeto = Alfabeto grego
- Fonética = /A/ ou /ā/ ou /A breve/